# Île de Temwen
L'île de Temwen est une petite île au large de la côte sud-est de l'île de Pohnpei dans les États fédérés de Micronésie.

## Description
L'île est principalement connue en raison du site archéologique de Nan Madol, qui fut la capitale de la Dynastie Saudeleur jusqu'en 1628. Les îlots artificiels au large de la côte sud de Temwen qui constituent le site forment une grande crique appelée Madolenihmw Bay.